# Red one
Александър Долапчиев, с артистичния псевдоним Red One, е бийтбоксър. Представител е за България на организаторите на световното първенство по бийтбокс Beatbox Battle Networks Архив на оригинала от 2016-04-23 в Wayback Machine., както и жури на българския бийтбокс шампионат. Съдия и на първия бийтбокс шампионат в Румъния.

## Биография и кариера
Бийтбокс
Red One започва да се занимава с бийтбокс още като ученик, около 2000 година. След завършване на ГЧЕ „Екзарх Йосиф I“, гр. Ловеч, се мести в София, където през 2003 година е и първата му сценична изява, благодарение на DJ Stancho, основател на хип-хоп лейбъла Sniper Records. Red One е и първият бийтбоксър в България, показал изкуството си в национален ефир, през 2007 година в Шоуто на Слави. През годините на активна бийтбокс дейност е канен на редица фестивали и концерти в България и в чужбина, и подгрява изпълнители като 50 cent, Busta Rhymes, DMX, Stereo MCs, xzibit, Methodman & Redman, GZA, Swollen Members, Rick Ross и много други. Дългогодишен редовен гост на Thessaloniki Hiphop Festival в Солун, Гърция. Участва в първото в историята световно първенство по бийтбокс в Лайпиг, Германия, през 2005 година.
Освен соловата кариера, Red One участва и в групови проекти с музиканти от различни жанрове. Известно време свири заедно с Арабел Караян, Роко Захариев, Георги Дончев, и Веселин Веселинов – Еко, като в този формат участва на фестивала Аполония. По-късно с Мирослава Кацарова и Явор Димитров участва в трио, изпълняващо акустична боса-нова. Изпълненията са само с бийтбокс, вокал, и пиано.
Red One има също така участия с Белослава, Графа, Бобо, Боряна Бонева, Живко Петров, Устата, Румънеца и Енчев, D2 и др. Участва в албуми на Арабел Караян, Нокаут, Д2, Sifu Versus.
Гост е в редица предавания по множество телевизионни канали и радиостанции, и има интервюта за различни печатни и онлайн медии. Снима се и в реклама на верига магазини, представители на един от българските мобилни оператори.
Електронна музика
Red One започва да се интересува от дъбстеп още в зараждането на този жанр, и става един от първите хора в България, които започват да навлизат по-дълбоко в тази сцена. Има известен брой изяви като диджей в клубове в България, Германия, Гърция, Румъния, както и няколко парчета и ремикси в дъбстеп стил. Постепенно се увлича и по т.нар. електро хаус, и добавя тази музика в диджей сетовете си, а също така и прави няколко парчета.
Освен авторски песни, ремиксира популярни наши и чужди изпълнители, като Графа, Ъпсурт, Криско, ISKU, Riefenstahl, D2.
Саунд дизайн
С опита, натрупан в продуцирането на електронна музика, Red One постепенно се ориентира и към саунд дизайна. Започва да пише музика и саунд ефекти за 3D-mapping прожекциите на MP-Studio. С тях работи по проекти за БСП, Novo Nordisk, Coca-cola, Special Events Group, общините Перник, Враца, Свиленград, TV 7, Haussmann. Печели награда на публиката с MP-Studio на Festival of Lights в Берлин през 2015 година.
Паралелно работи и с „Four Plus“ по саунд ефектите и музиката на редица реклами.
Stand-Up comedy
В края на 2015 година, Red One, заедно с рапъра и актьор Nasio, и стенд-ъп комика JR, създават комедийното шоу Stand Up or Shut Up. Това е първото в България комедийно шоу, съчетаващо стенд-ъп комедия, актьорски скечове и бийтбокс.